# Santa Marta (Kolumbia)
Santa Marta nagyváros Kolumbia északi részén, a Karib-tenger partján. Magdalena megye székhelye. Lakossága 448 ezer fő volt 2010-ben.
1525-ben Rodrigo de Bastidas konkvisztádor a mai Kolumbia területén első spanyol településként alapította.
A gazdasági életének alapja a turizmus, a kereskedelem, a kikötői tevékenység, a halászat és a mezőgazdasági termények feldolgozása.

## Népesség
A város etnikai összetétele a 2005-ös népszámlálás alapján:
- Fehérek és meszticek 91,4%
- Mulatt 7,6%
- Indián 1,0%

## Nevezetes szülöttei
- José María Campo Serrano (1832–1915), a Kolumbiai Köztársaság első elnöke
- Carlos "El Pibe" Valderrama (* 1961), focista
- Carlos Vives (* 1961), énekes és színész
- Antony de Ávila (* 1962) focista
- Jorge Noguera Cotes (* 1963), politikus
- Jorge Eladio Bolaño (* 1977), focista
- Johan Vonlanthen (* 1986), focista
- Radamel Falcao (* 1986), focista